# Hanne Troonbeeckx
Hanne Troonbeeckx (Beringen, 23 december 1978) is een Vlaamse presentatrice.

## Biografie
Hanne Troonbeeckx is de dochter van ondernemer Edgard Troonbeeckx.
Troonbeeckx werd aan de Provinciale Hogeschool Limburg opgeleid tot boekhoudster. Totdat ze in 2001 door VTM als omroepster werd gecontracteerd, was ze bediende in het bouwbedrijf van haar vader. In 2004 stapte ze over naar VT4, waar ze samen met Hans Otten het programma The Block ging presenteren. Een jaar later nam ze van Marlène de Wouters de presentatie van Huis op Stelten over. Ook was ze, in 2005 en 2006, een van de panelleden van Het Swingpaleis.
In 2006 nam Troonbeeckx samen met Dieter, een van de deelnemers van het derde seizoen van The Block, het dance-singletje Together op, dat werd geproduceerd door Regi Penxten van Milk Inc. In 2007 nam ze opnieuw met hem een nummer op (Scared Of Me), dat verscheen op Penxtens debuutalbum Registrated. In datzelfde jaar presenteerde Troonbeeckx het VT4-programma De Brekers, Huis op Stelten en The Block.
In april 2008 speelde Troonbeeckx, onder andere met Gert Verhulst en Annemarie Picard, mee in het toneelstuk Foei, minister! In het najaar van 2008 presenteerde ze het vijfde seizoen van The Block.
Troonbeeckx deed enkele fotoshoots voor bladen als P-Magazine en Maxim.
In september 2013 was Hanne Troonbeeckx een van de BV's die meedeed aan De Grote Sprong op VTM.
In december 2013 was Hanne Troonbeeckx een van de deelnemers in het programma Sing For Life op de televisiezender Eén ten voordele van Music For Life.